# Астрономо-геодезическая сеть
Астрономо-геодезическая сеть — система связанных между собой опорных точек на земной поверхности, расположенных друг от друга на расстоянии 70—100 км. Построение сети осуществляется астрономическими и геодезическими методами.

## История
Сеть состоит из совмещения крупных астрономических пунктов и геодезических пунктов.. Совмещения происходят через Астрономические и Геодезические азимуты, а также системы координат Сферическую и Декартову.
В середине XX века с появление высокоточных методов, необходимость в построении триангуляция отпала, однако построение сетей продолжалась методами полигонометрии вплоть до 1991 года.
После 1991 для развития Астрономо-геодезических сетей стали применяться исключительно радио-электронные методы.

## Астропункты или Пункт Лапласа
Астрономический пункт (астропункт) — точка поверхности Земли, для которой с помощью астрономических наблюдений определены широта, долгота и азимут направления на земной предмет (обычно это тригонометрический пункт). При определении геодезических данных на Астропунктах, фигуру Земли принимают за некоторый эллипсоид вращения. Несоответствия значений, полученных из астрономических наблюдений и геодезических измерений, характеризуют отступление фигуры Земли от принятого эллипсоида и позволяют определить её реальные размеры и форму.
Кроме обычных астрономических пунктов существуют основные исходные пункты. В них астрономическая долгота определена с повышенной точностью. Эти пункты служат для определения личных инструментальных разностей (ЛИР) наблюдателей.
Пунктом Лапласа называется такой астрономический пункт, в котором широта, долгота и азимут на земной предмет определены как из астрономических наблюдений, так и по геодезическим измерениям, отнесённым к известной системе координат, связанной с земным эллипсоидом Между геодезическим и астрономическим азимутом, широтой и долготой существует зависимость, называется уравнением Лапласа. Так же трактуется понятие пункта Лапласа и в инструктивных документах по геодезии и учебниках.
ГОСТ 22268-76 даёт несколько иное определение пункта Лапласа: «геодезический пункт, в котором, по крайней мере, долгота и азимут определены из астрономических наблюдений».

### В геодезии
В рядах триангуляции I класса и основных рядах II класса астрономические пункты (пункты Лапласа) располагаются на концах выходных базисных сторон, для их ориентирования, в местах соединения этих рядов. Дополнительные астрономические пункты располагаются вдоль ряда триангуляции через каждых 70-100 км. (на них определяется долгота и широта).
В рядах полигонометрии и трилатерации (поскольку в них базисы не измеряются) пункты Лапласа определяются на концах одной из сторон, в месте соединения рядов. Вдоль ряда также определяются дополнительные астрономические пункты.
В сетях триангуляции, трилатерации и полигонометрии II классов, заполняющих полигон I-го класса, пункты Лапласа определяются также на одной из сторон в центре полигона.

### В картографии
В картографии астрономический пункт обозначены на картах условным знаком в виде чёрной пятиконечной звезды с белым кругом по центру и подписаны словом астр. Астрономический пункт совмещенный с геодезическим пунктом (пункт Лапласа) отдельным символом не обозначается..

## Астрономо-геодезическая сеть I и II класов
Результаты исследования ЦНИИГАИК на середину XX векв в АГС-I и АГС-II представлена в таблице:
| Показатель                                              | АГС - I класса                   | АГС - II класса                      |
| ------------------------------------------------------- | -------------------------------- | ------------------------------------ |
| ошибки углов в звеньях                                  | ±0,6"                            | ±0,75"                               |
| из уравнительных вычислений                             | ±0,75"                           | ±0,79"                               |
| Точность базисных (выходных) сторон                     | 1/325 000 - по базисным невязкам | 1/345 000 - по координатным невязкам |
| Точность Азимутов Лапласа                               | ±1,14" - по азимутальным         | ±1,14" - по координатным             |
| Ошибка геодезической линии соединяющей вершины полигона | 1/315 000 - длинны               | ±1,14 - азимута                      |

АГС-I построена по принципу Крассовского. В последующем для масштабирования сети исходные стороны рядов триангуляции были переопределены с помощью высокоточных светодальномеров.
АГС-II является заполнением полигонов АГС-I, треугольниками с углами более 30 градусов и средней длиной сторон от 7 до 20 км.
Точность измерений (по результатам последнего уравнивания) в АГС-I и АГС-II представлена в таблице:
| Показатель                   | АГС - I класса | АГС - II класса |
| ---------------------------- | -------------- | --------------- |
| СКО измеренного угла         | 0,74"          | 1,06"           |
| СКО базисной стороны         | 1/400 000      | 1/300 000       |
| СКО линейных измерений       | 1/300 000      | 1/250 000       |
| СКО Астрономической широты   | 0,3"           | 0,3"            |
| СКО Астрономической долготы  | 0,043"         | 0,043"          |
| СКО Астрономического азимута | 0,5"           | 0,5"            |

## Уравнивание АГС СССР
Первое уравнивание было произведено в 40-х годах XX столетия и состояли из колоссальных по объему работ по уравниванию общей астрономо-геодезической сети СССР с количеством пунктов — 4733, 87 полигонами и протяженностью порядка 60000 км.
На протяжении 60-х и 70-х годов XX века в соответствии с «Основными положениями ГГС-61» в стране велись основные геодезические работы, было создано 10525 геодезических пунктов, 1480 астрономических пунктов, задействовано и измерено 535 базисов, 1230 азимутов.
Второе уравнивание выполнено в 1991 году как свободной сети.
В последнем уравнивании также приняли участие: Космическая, Астрономическая и Доплеровская геодезические сети (служившие основанием для ПЗ-90). Различия составили +25,90 м по оси х (направление Север-Юг), -130,94 м по оси Y (направление Запад-Восток) и по оси Z (высота) -81,76м

## ФАГС России

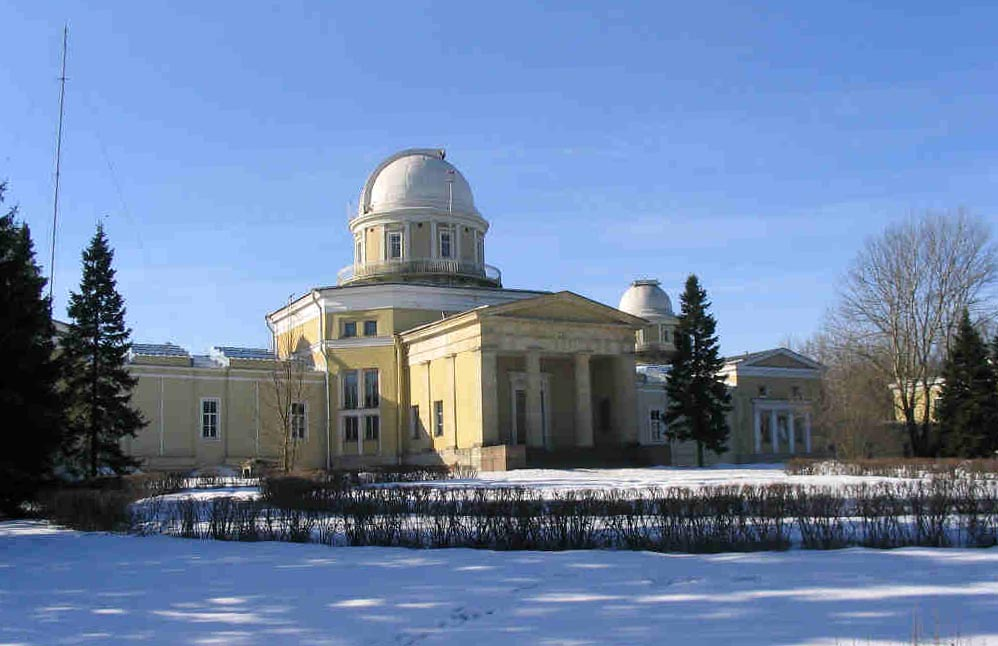
Пулковская обсерватория — один из пунктов ФАГС

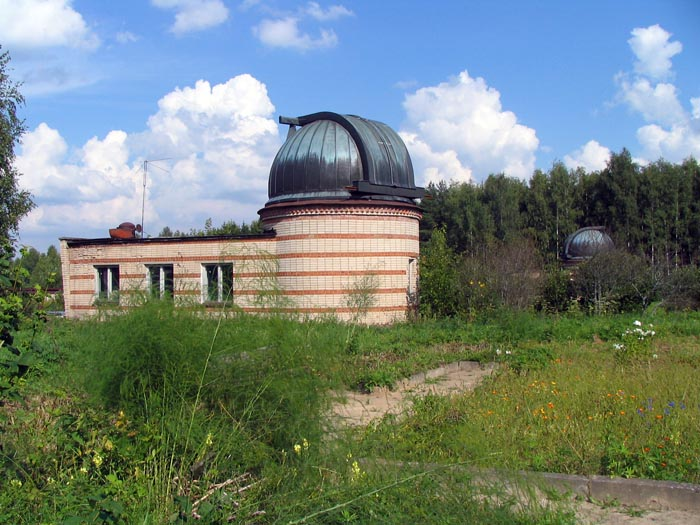
Звенигородская обсерватория — один из пунктов ФАГС

К 1995 году — моменту введения в действие результатов 2-го уравнивания АГС спутниковая группировка ГЛОНАСС насчитывала 24 космических летательных аппаратов.
По данным на 2004 ФАГС реализовалась в виде системы закрепленных на всей территории России 50…70 пунктов со средними расстояними между ними 700…800 км
На эпоху 2011 ФАГС содержала 46 пунктов.
Пункты фундаментальной астрономо-геодезической сети состоят из рабочего центра, основного центра, 2 контрольных центров, 2 нивелирных пунктов и гравиметрического пункта.
Постоянно действующие пункты фундаментальной астрономо-геодезической сети оснащаются оборудованием, позволяющим определять метеопараметры (автоматическая метеостанция) и изменения наклона антенны (инклинометр), а по решению Федеральной службы государственной регистрации, кадастра и картографии — также иным дополнительным оборудованием, включая лазерные дальномеры. При создании постоянно действующих пунктов фундаментальной астрономо-геодезической сети обеспечивается возможность передачи измерительной информации, получаемой при помощи таких пунктов, в режиме реального времени в федеральное бюджетное учреждение, подведомственное Федеральной службе государственной регистрации, кадастра и картографии. На рабочем центре постоянно действующего пункта фундаментальной астрономо-геодезической сети размещается высокоточная многосистемная спутниковая геодезическая аппаратура, выполняющая постоянные определения координат рабочего центра. Количество и место размещения постоянно действующих пунктов фундаментальной астрономо-геодезической сети определяются Министерством экономического развития Российской Федерации.
Периодически определяемый пункт фундаментальной астрономо-геодезической сети может не иметь рабочего центра. Необходимая измерительная аппаратура и дополнительное оборудование размещаются на таком пункте только на определенный период времени.
В 2013 году фундаментальной астрономо-геодезическая сеть (ФАГС) насчитывала — 50 пунктов, из них 33 пункта открытого пользования..
На начало 2017 г. общее количество пунктов ФАГС составило — 61. Они расположены в 52 населенных пунктах, причем в ряде городов находится по 2-3 пункта ФАГС, размещенных нарасстояниях от 12 м до 5 км друг от друга. В действительности функционирует 52 пункта ФАГС. Информация с остальных 34 пунктов ФАГС отсутствует по разным причинам: одни пункты не введены в эксплуатацию, а другие — относятся к категории «периодически определяемых» пунктов..
В 2018 году введены в эксплуатацию 7 новых пунктов ФАГС, один из которых находится на архипелаге Шпицберген (Норвегия)..
На пункте ФАГС в обязательном порядке выполняется геометрическим нивелированием не ниже II класса точности и определение ускорений силы тяжести с СКО 5 −7 мкГал. Все пункты ФАГС подразделяются на постоянно действующие и периодически определяемые. Каждый пункт ФАГС оборудован постоянно действующим GNSS-приемником, на каждом из них также определены нормальные высоты и абсолютные значения силы тяжести..

## Действующие пункты ФАГС
На 1 февраля 2019 ФАГС содержала 38 пунктов Росреестра и 17 РАН и Росстандарта (на 1.02.2019).
| № п/п | NAME | пункт ФАГС               | Ведомственная принадлежность | Примечания                                                                                                  |
| ----- | ---- | ------------------------ | ---------------------------- | --- |
| 1     | AST3 | Астрахань                | Росреестр                    | вероятно станция Системы дифференциальной коррекции                                                         |
| 2     | EKTG | Екатеринбург             | Росреестр                    | |
| 3     | VLDV | Владивосток (Артем)      | Росреестр                    | |
| 4     | MAG1 | Магадан                  | Росреестр                    | Инфраструктура СДКМ                                                                                         |
| 5     | CNG1 | Москва                   | Росреестр                    | ЦНИИГАиК |
| 6     | NSK1 | Новосибирск              | Росреестр                    | в городе расположены 2 станции — 2 ведомств                                                                 |
| 7     | NOYA | Ноябрьск                 | Росреестр                    | Инфраструктура СДКМ                                                                                         |
| 8     | PULJ | Пулково                  | Росреестр                    | Обсерватория + Инфраструктура СДКМ                                                                          |
| 9     | RSTS | Ростов-на-Дону           | Росреестр                    | |
| 10    | SAMR | Самара                   | Росреестр                    | вероятно станция Системы дифференциальной коррекции                                                         |
| 11    | CHIT | Чита                     | Росреестр                    | |
| 12    | NOVG | Великий Новгород         | Росреестр                    | |
| 13    | IRKO | Иркутск                  | Росреестр                    | в городе расположены 2 — 2 ведомств                                                                         |
| 14    | KLN1 | Калининград              | Росреестр                    | вероятно станция Системы дифференциальной коррекции                                                         |
| 15    | KAGP | Красноярск               | Росреестр                    | Обсерватория + система DORIS                                                                                |
| 16    | NNOV | Нижний Новгород          | Росреестр                    | вероятно станция Системы дифференциальной коррекции                                                         |
| 17    | OREN | Оренбург                 | Росреестр                    | |
| 18    | PTGK | Пятигорск                | Росреестр                    | |
| 19    | KHAZ | Хабаровск                | Росреестр                    | в городе расположены 2 станции — 2 ведомств                                                                 |
| 20    | ARKH | Архангельск              | Росреестр                    | вероятно станция Системы дифференциальной коррекции                                                         |
| 21    | KOTL | Котлас                   | Росреестр                    | |
| 22    | MURM | Мурманск                 | Росреестр                    | вероятно станция Системы дифференциальной коррекции                                                         |
| 23    | TURA | Тура                     | Росреестр                    | |
| 24    | SPB2 | Санкт-Петербург          | Росреестр                    | |
| 25    | BELG | Белгород                 | Росреестр                    | |
| 26    | ZHEL | Железногорск-Илимский    | Росреестр                    | |
| 27    | OHA1 | Оха                      | Росреестр                    | |
| 28    | KIZ1 | Кызыл                    | Росреестр                    | |
| 29    | OMSR | Омск                     | Росреестр                    | вероятно станция Системы дифференциальной коррекции                                                         |
| 30    | SLH1 | Салехард                 | Росреестр                    | |
| 31    | SEVA | Севастополь              | Росреестр                    | |
| 32    | TILK | Тиличики                 | Росреестр                    | |
| 33    | BARE | Баренцбург               | Росреестр                    | |
| 34    | OXTK | Охотск                   | Росреестр                    | |
| 35    | USNR | Усть-Нера                | Росреестр                    | |
| 36    | MOBJ | Обнинск                  | Росреестр+РАН                | в городе расположены 2 станции — 2 ведомств геофизическая и сейсмологическая обсерватории                   |
| 37    | TIXG | Тикси                    | Росреестр+РАН                | Полярная геокосмофизическая обсерватория + Инфраструктура СДКМ                                              |
| 38    | LOVJ | Ловозеро                 | Росреестр+РАН                | Геофизическая станция «Ловозеро» + Инфраструктура СДКМ                                                      |
| 39    | ARTU | Арти                     | РАН                          | Геофизическая Лаборатория-обсерватория + инфраструктура СДКМ                                                |
| 38    | BADG | Бадары                   | РАН                          | Обсерватория + система DORIS                                                                                |
| 39    | BILB | Билибино                 | РАН                          | Инфраструктура СДКМ                                                                                         |
| 40    | MOBN | Обнинск                  | РАН                          | в городе расположены 2 станции — 2 ведомств геофизическая и сейсмологическая обсерватории                   |
| 41    | NRIL | Норильск                 | РАН                          | Норильская комплексная магнитно-ионосферная станция + Инфраструктура СДКМ                                   |
| 42    | PETS | Петропавловск-Камчатский | РАН                          | в городе расположены 2 станции — 2 ведомств                                                                 |
| 43    | TIXI | Тикси                    | РАН                          | Геокосмофизическая обсерватория Инфраструктура СДКМ + Международная обсерватория климатического мониторинга |
| 44    | SVTL | Светлое (Лен. Область)   | РАН                          | Радиоастрономическая обсерватория + Инфраструктура СДКМ                                                     |
| 45    | YAKT | Якутск                   | РАН                          | |
| 46    | YSSK | Южно-Сахалинск           | РАН                          | Инфраструктура СДКМ + система DORIS                                                                         |
| 47    | ZECK | Зеленчукская             | РАН                          | Радио Астрономическая Обсерватория + Инфраструктура ГЛОНАСС                                                 |
| 48    | ZWE2 | Звенигород               | РАН                          | Обсерватория                                                                                                |
| 49    | MDVJ | Менделеево               | Росстандарт                  | Обсерватория лазерной локации + Инфраструктура СДКМ                                                         |
| 50    | IRKJ | Иркутск                  | Росстандарт                  | в городе расположены 2 станции — 2 ведомств                                                                 |
| 51    | NOVM | Новосибирск              | Росстандарт                  | в городе расположены 2 станции — 2 ведомств                                                                 |
| 52    | PETT | Петропавловск-Камчатский | Росстандарт                  | в городе расположены 2 станции — 2 ведомств                                                                 |
| 53    | KHAS | Хабаровск                | Росстандарт                  | в городе расположены 2 станции — 2 ведомств                                                                 |

## Морские маяки как пункты ФАГС

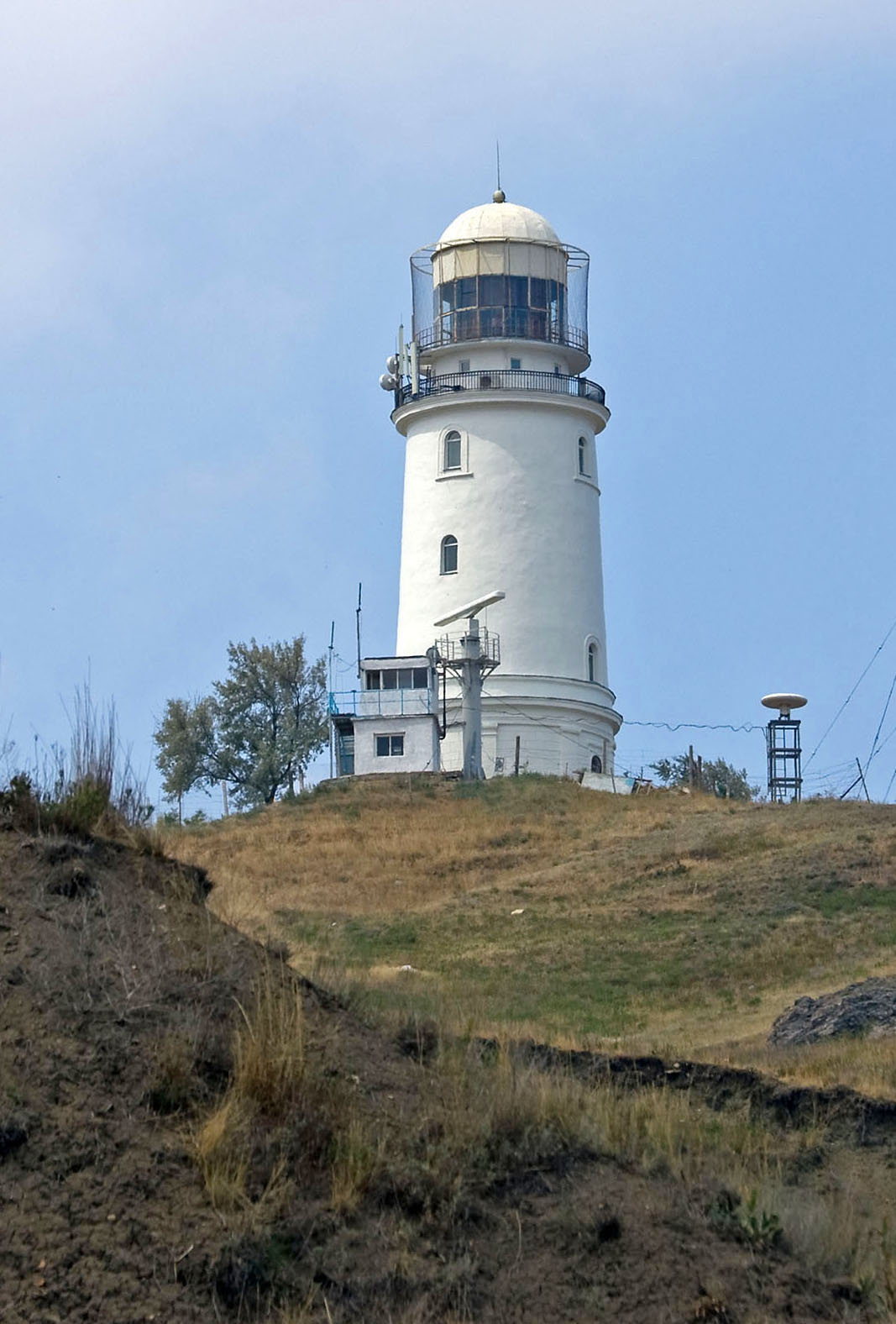
Еникальский маяк

В 1957 г. — основана Международной ассоциации морских средств навигации и маячных служб (IALA) с целью объединить морские навигационно-гидрографические службы, производителей средств навигационного оборудования, консультантов, специалистов от научных и учебных заведений из всех регионов мира и предоставить им возможность обмениваться знаниями, сравнить свой опыт и достижения.
Одним из неотъемлемых методов навигации признанной и обязательной IALA, являются Гирокомпосный и Радиоэлектронный Пеленг. Все сертифицированные IALA маяки в обязательном порядке обеспечиваются ККС (контрольно-корректирующими станциями) и обеспечиваются определениями отклонений силы тяжести и относительной высоты. Все маяки в обязательном порядки имеют источники бесперебойное питание и связи, а также сами по себе являются пунктами навигации.
Таким образом все маяки отвечают требования предъявленным к ФАГС.